# Lisson Grove
Lisson Grove és un barri del districte de Ciutat de Westminster de Londres, Anglaterra (Regne Unit).

## Ferrocarril
National rail
- Marylebone
- Paddington

Metro: Baker Street, Edgware Road i Marylebone.